# Glochidion obovatum
Glochidion obovatum là một loài thực vật có hoa trong họ Diệp hạ châu. Loài này được Siebold & Zucc. mô tả khoa học đầu tiên năm 1846.

## Hình ảnh

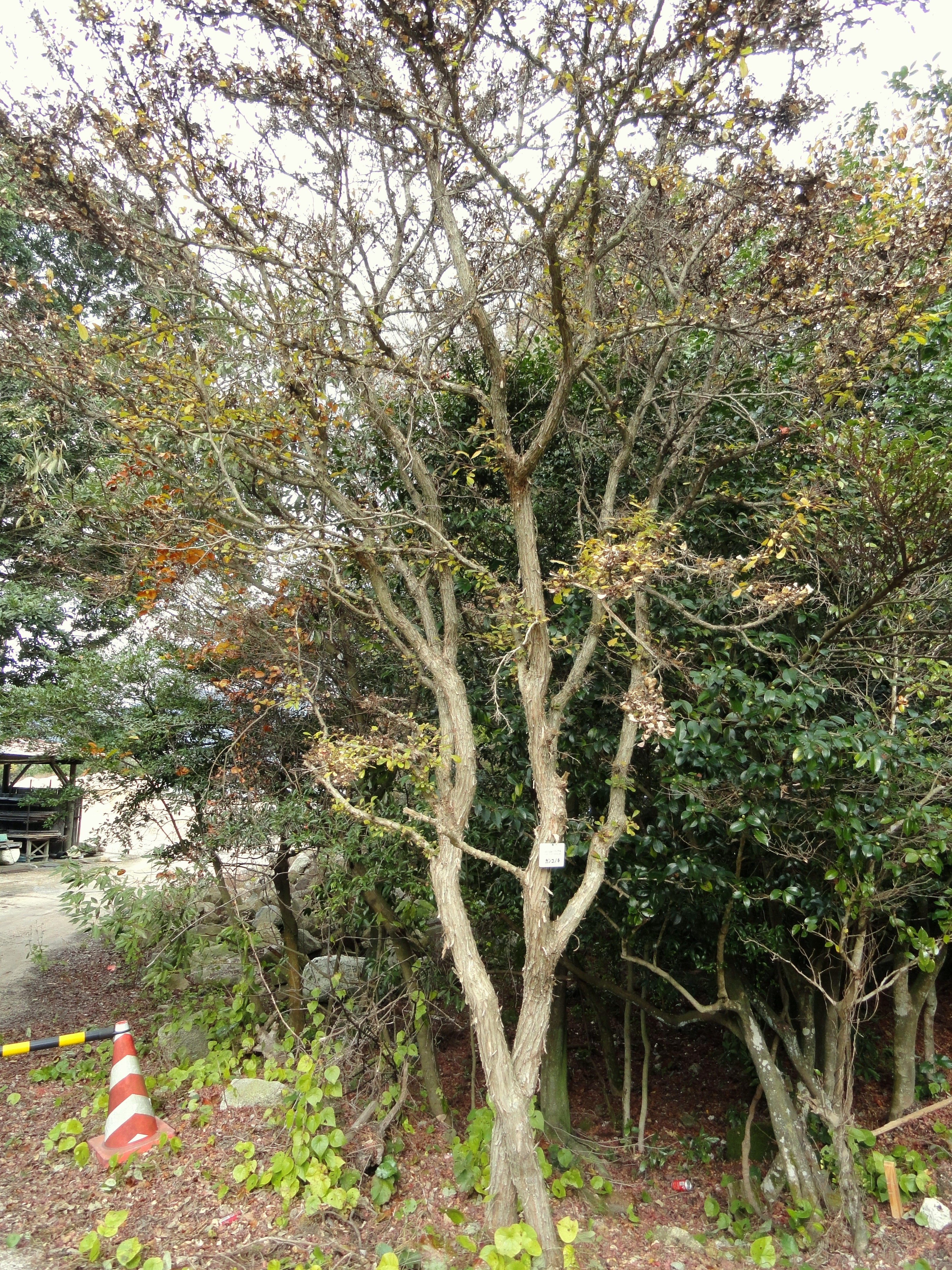